# Albert Tucker (Maler)

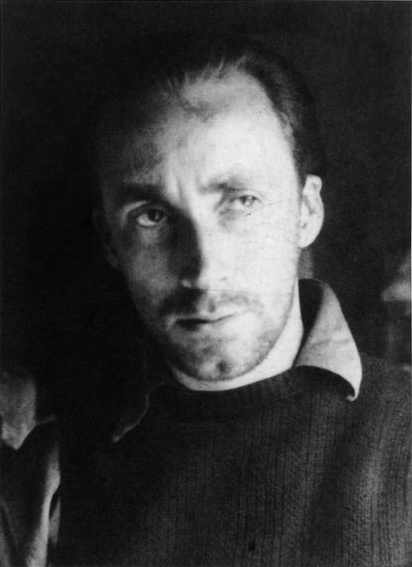
Porträtfoto von Albert Tucker, aufgenommen in seinem Studio in der Little Collins Street, Melbourne, 1940.

Albert Tucker (* 29. Dezember 1914 in Melbourne; † 23. Oktober 1999 in Yarra Valley, Victoria) war einer der bedeutendsten australischen Künstler der Nachkriegszeit, der die australische Kunstgeschichte mit einem kompromisslosen modernistischen Ansatz neu belebte und remythologisierte. Er war Mitglied der Künstlergruppe Angry Penguins, die in den 1940er Jahren in Heide aktiv war. Während seiner Karriere spielte er eine aktive Rolle in der Kunstpolitik, insbesondere in den 1940er Jahren, als er einflussreiche Artikel über die Richtung der Kunst in Australien schrieb. Er bekleidete auch prominente Positionen in der Kunstszene, unter anderem als Präsident der Contemporary Art Society in den späten 1940er und erneut in den 1960er Jahren.

## Leben

### Jugend
Der aus ärmlichen Verhältnissen stammende Autodidakt Albert Tucker arbeitete Anfang der 1930er Jahre als Werbezeichner in Melbourne. Ab 1933 besuchte er Abendkurse bei der Victorian Artists Society und schrieb sich für ein Semester an der Kunstschule von George Bell ein. Zusammen mit Bell, Sidney Nolan und John Reed war er maßgeblich an der Gründung der Contemporary Art Society beteiligt und nahm 1938 an der Eröffnungsausstellung in der National Gallery of Victoria teil.
In den späten 1930er Jahren beschäftigte sich Albert Tucker mit den Werken der deutschen Künstler der Neuen Sachlichkeit, George Grosz und Max Beckmann, und wurde durch die Zusammenarbeit mit den Künstlern Yosl Bergner und Danila Vassilieff inspiriert, die als Immigranten zu ihm kamen und ihn mit internationalen Strömungen wie dem Surrealismus, dem Sozialen Realismus und dem Expressionismus in Kontakt brachten. Vor allem der Surrealismus hatte großen Einfluss auf Tucker, nachdem er 1939 die Herald-Ausstellung zeitgenössischer französischer und britischer Kunst mit Werken von Picasso, Salvador Dalí, Max Ernst und Giorgio de Chirico gesehen hatte. Sein Engagement für eine sozialkritische Kunst wurde auch durch die Schriften von T.S. Eliot und George Orwell sowie durch die Not der Weltwirtschaftskrise beeinflusst.
Albert Tucker kaufte 1939 seine erste Kamera, um seine Gemälde zu dokumentieren, und in den 1940er Jahren richtete er sein Objektiv auf Künstlerkollegen in Melbourne, was ihm später den Titel eines „zufälligen Historikers“ einbrachte.

### Joy Hester

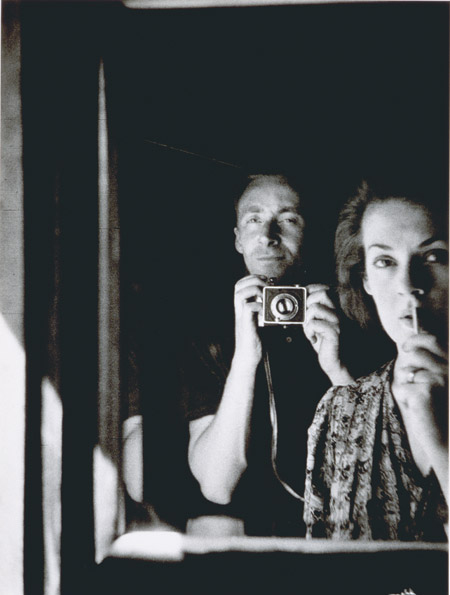
Im Spiegel: Selbstporträt mit Joy Hester. Fotografie von Albert Tucker

1941 heiratete Albert Tucker seine Künstlerkollegin Joy Hester (1920–1960), mit der er einen Sohn, Sweeney (1945–1979), bekam. Viele Jahre später stellte sich heraus, dass Tucker nicht der leibliche Vater des Jungen war – es war wahrscheinlich Billy Hyde, ein australischer Jazz-Schlagzeuger, mit dem Hester eine kurze Affäre gehabt hatte. Seine Ehe ging 1947 in die Brüche, und Tucker reiste nach Japan und Europa und führte ein Bohème-Leben, malte, stellte aus und nahm Gelegenheitsjobs an. Als bei Hester später ein Hodgkin-Lymphom diagnostiziert wurde, gab sie Sweeney in die Obhut der Reeds, die ihn adoptierten. Joy Hester starb 1960, und Sweeney beging 1979 Selbstmord.

### Im Zweiten Weltkrieg
Während des Zweiten Weltkriegs arbeitete Albert Tucker für das Australian Army Medical Corps als offizieller Kriegskünstler im Heidelberg Repatriation Hospital, wo er Verwundete und Brandopfer für die Krankenakten zeichnen musste. Als er 1942 als Illustrator für medizinische Berichte arbeitete, sah er Soldaten mit schrecklichen Verletzungen und psychischen Schäden. Seine oft düsteren, bedrohlichen und beunruhigenden Bilder aus der Kriegszeit durchdringen seine pessimistischen Gedanken über den Krieg, das Leben und die Gesellschaft. Seine Serie Images of Modern Evil (1943–47) stellte die Stadt als gefährlichen Ort dar und spiegelte einen neuen Geist in der australischen Malerei wider. Mit dieser Serie etablierte er sich als Schöpfer ausdrucksstarker, oft anklagender Bilder des modernen Lebens, wie sein kraftvolles Aquarell Study for the hanged man (1943) zeigt.

### Angry Penguins

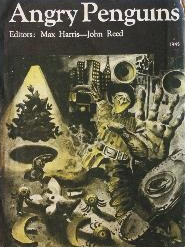
Titelseite der Dezemberausgabe 1945 von Angry Penguins. Titelbild von Albert Tucker

Danach schloss sich Albert Tucker mit John und Sunday Reed zusammen, die Verbindungen zwischen Tuckers Werk und anderen Künstlern sahen, die sich über die soziale Situation ärgerten. Im so genannten „wütenden Jahrzehnt“ der 1940er Jahre wurde Tucker mit den Angry Penguins (gegründet 1940) in Verbindung gebracht, einer Gruppe modernistischer Künstler wie Joy Hester, Sidney Nolan, John Perceval, Arthur Boyd und Noel Counihan. Das Anwesen der Reeds in Heide war ein wichtiger Ort, an dem die Ideen der Avantgarde ihren Ausdruck fanden. Modernisten und Sozialrealisten teilten die gleichen Anliegen. Diese Künstler schrieben für die Publikation Angry Penguins, die von Max Harris herausgegeben wurde. Tuckers erste Einflüsse, Bergner und Vassilieff, gehörten zu dieser Gruppe. Albert Tucker lieferte Beiträge für Angry Penguins.

### Reisen
Albert Tucker stellte 1942 in der Antifaschistischen Ausstellung der Gesellschaft für Zeitgenössische Kunst aus und war von 1943 bis 1947 Präsident der Gesellschaft. 1947 verließ er Australien und besuchte Japan, wo er die Zerstörungen von Hiroshima und Nagasaki sah, bevor er die nächsten 13 Jahre in Europa und den USA verbrachte. In Paris entdeckte er das Werk von Jean Dubuffet, und in Rom lernte er Alberto Burri kennen, dessen Collagetechnik ihn zu einem experimentelleren Ansatz führte. Fasziniert von der Textur des Polyvinylacetats (das Burri für seine beeindruckenden strukturierten Oberflächen verwendete), übernahm Tucker die Flexibilität und lederartige Härte dieses neuen Materials in seine Arbeit.
Während seines Aufenthalts in Rom traf Albert Tucker Sidney Nolan wieder, der ihm Fotos von der Dürre in Queensland 1952 mitbrachte. Der Anblick der vertrockneten Tierkadaver, die über die ausgedörrte Landschaft verstreut lagen, hinterließ bei Tucker einen bleibenden Eindruck. Apocalyptic horse (1956) entstand als Reaktion auf diese Fotografien, wobei Tucker Acrylfarben mit großer Wirkung einsetzte, um die verwüstete Landschaft, die rauen Formen und die zerklüftete Struktur des australischen Outbacks zu evozieren.
Albert Tucker fertigte auch zahlreiche Selbstporträts und Porträts von Freunden und Zeitgenossen an, darunter Sidney Nolan, John Perceval, Michael Keon und Barrett Reid. In den letzten Jahren seiner Karriere bemühte er sich darum, den künstlerischen Ruf von Joy Hester nach ihrem Tod zu wahren.

### Melbourne
Albert Tucker kehrte 1960 nach Melbourne zurück, wo er sowohl finanziell als auch bei den Kunstkritikern großen Erfolg hatte. Die Art Gallery of New South Wales erwarb 1959 seinen düsteren und verwüsteten Antipodean Head II, den ersten Ankauf eines Werkes von Tucker durch eine öffentliche Institution in Australien. In der Folgezeit lieferte ihm die australische Landschaft immer wieder kraftvolle Sujets, angetrieben von seiner Entschlossenheit, den Australiern die Formen und Gestalten ihres eigenen Landes zu zeigen.
Nach seiner Rückkehr aus Europa und den USA, lernte Albert Tucker Barbara Bilcock kennen und heiratete sie. Albert Tucker starb am 23. Oktober 1999 im Yarra Valley, Victoria. Er hinterließ eine bedeutende Sammlung, die seine Frau Barbara 2000 an das Heide Museum of Modern Art spendete, wo das Museum heute in der Albert & Barbara Tucker Gallery Albert Tuckers Werke präsentiert.

### Barbara Tucker
Barbara Tucker widmete sich in den 35 Jahren ihrer Ehe Albert und nach seinem Tod 1999 seinem Vermächtnis und der Verwaltung seines Nachlasses. Barbara war Gründungsmitglied der Redmond Barry Society an der Staatsbibliothek von Victoria. In Anerkennung der Bedeutung der Bibliothek für Bert und ihres früheren Geschenks eines Porträts von Barrett Reid machte Barbara 2004 eine große Schenkung an die Bibliothek, der viele weitere bedeutende Schenkungen folgten, darunter Gemälde, Papiere, Fotografien und einige von Berts Erinnerungsstücken, darunter Ned Kellys Gewehr. Barbara Tucker machte auch großzügige Schenkungen an die National Gallery of Australia, die National Portrait Gallery, die Art Gallery of New South Wales, die National Gallery of Victoria, die Monash Gallery of Art und die Benalla Art Gallery. Barbara Tucker gab bedeutende Schenkungen an das Heide Museum of Modern Art. Als Barbara im Mai 2015 starb, hinterließ sie in ihrem Testament die ausdrückliche Anweisung, dass ein lang gehegter Traum von ihr und Bert verwirklicht werden sollte. Eine wohltätige Stiftung mit dem Namen Albert and Barbara Tucker Foundation.

## Ausstellungen (Auswahl)
- 1957: Albert Tucker, paintings 1945-1960. Imperial Institute., London
- 1985: Albert Tucker: Faces I have met, Tolarno Galleries, Melbourne
- 1988/1989: The Drawings Of Albert Tucker. National Gallery of Australia, Kamberri/Canberra
- 2008: Hinterlands : Albert Tucker's landscapes 1960-1975. Heide Museum of Modern Art, Bulleen, Victoria
- 2017: A Life in Art: Albert Tucker. Heide Museum of Modern Art, Bulleen, Victoria